# Muehlenbeckia volcanica
Muehlenbeckia volcanica (Benth.) Endl. – gatunek rośliny z rodziny rdestowatych (Polygonaceae Juss.). Występuje naturalnie w Ameryce Centralnej i Południowej, między innymi w Meksyku, Gwatemali, Kostaryce, Ekwadorze, Peru oraz Boliwii. 

## Morfologia
PokrójZrzucający liście półkrzew o płożącym pokroju. Dorasta do 30 cm wysokości.
LiścieIch blaszka liściowa jest niemal skórzasta i ma rombowo eliptyczny kształt. Mierzy 7–14 cm długości, jest całobrzega, o klinowej nasadzie i tępym lub ostrym wierzchołku. Osadzone są na krótkich ogonkach liściowych.

## Biologia i ekologia
Rośnie w zaroślach oraz na terenach skalistych. Występuje na wysokości od 2700 do 4200 m n.p.m.